# 2024年パリパラリンピックのコンゴ民主共和国選手団
2024年パリパラリンピックのコンゴ民主共和国選手団は、2024年8月28日から9月8日までフランスのパリで開催された2024年パリパラリンピックコンゴ民主共和国選手団の名簿。

## 選手団
- 人員: 選手 2人
- 開会式旗手: ポラン・マヨンボ、ナンシー・ヌセンガ

## 種目別選手・スタッフ名簿及び成績

### 陸上
| 選手               | 種目           | 予選     | 予選 | 決勝     | 決勝     |
| 選手               | 種目           | 結果     | 順位 | 結果     | 順位     |
| ------------------ | -------------- | -------- | ---- | -------- | -------- |
| ポラン・マヨンボ   | 男子砲丸投 F57 | -        | -    | 9.92m    | 9位      |
| ナンシー・ヌセンガ | 女子砲丸投 F57 | 6.01m PB | 5位  | 予選敗退 | 予選敗退 |